# Neapelgelb
Neapelgelb, auch Antimongelb, ist ein schwefelgelbes bis orangegelbes, gut deckendes, lichtbeständiges Pigment aus Bleiantimonoxid (Bleiantimonat). Vermutlich handelt es sich um Pb(SbO3)2 oder Pb3(SbO4)2. Die gleiche Verbindung kommt auch in der Natur als Mineral Bindheimit vor, wobei das natürliche Mineral nie als Pigment nachgewiesen wurde. Im Colour Index wird es unter der Nummer C.I. Pigment Yellow 41 geführt.

## Historisches
Neapelgelb wurde als keramisches Pigment schon 2500 vor unserer Zeitrechnung auf babylonischen Ziegeln gefunden. Historische Namen wie Luteolum neapolitanum bezeichnen den italienisch-neapolitanischen Ursprung.
Für die europäische Tafelmalerei wurde der Gebrauch von Neapelgelb in der älteren maltechnischen Literatur viel zu früh angesetzt. In den Übersetzungen italienischer Maltraktate deutete man die dort verwendeten Termini »giallolino« und »giallorino« fälschlich als Neapelgelb. Unvollkommene mikrochemische Untersuchungen schienen die Verwechslungen zu bestätigen. Erst 1940/41 entdeckte Richard Jacobi, der Leiter der naturwissenschaftlichen Abteilung des Doerner-Institutes in München den Fehler. Nach seinen Untersuchungen wurde Neapelgelb erstmals im 17. Jahrhundert vereinzelt in der Tafelmalerei verwendet und fand erst ab dem 18. Jahrhundert weite Verbreitung. Es löste das bis dahin verwendete Bleizinngelb ab.
Porträt von Mary Phipps

Link zum Bild

Das Gemälde von Thomas Bardwell „Porträt von Mary Phipps“, gemalt etwa in 1749, welches dem Pembroke College, University of Oxford, gehört, ist ein aussagekräftiges Beispiel für die Verwendung von Neapelgelb in der europäischen Tafelmalerei.
Die Herstellung von Neapelgelb erfolgte durch Erhitzen von Blei- und Antimonoxiden.

## Heutige Handelsfarbe
Die heutigen Herstellerfirmen für Künstlerfarben verzichten ganz auf den Zusatz von Blei. Im Colour Index wird es unter der Nummer C.I. Pigment Brown 24 geführt. Im Handel erhältlich sind drei Varianten:
| Neapelgelb rötlich C.I.: PBr 24 / PO 20 Farbcode: #FF8833 | Neapelgelb dunkel C.I.: PBr 24 Farbcode: #EEBB22 | Neapelgelb hell C.I.: PBr 24 / PY 53 Farbcode: #FFCC44 |

Ausgangspigment für alle drei ist Chrom-Antimon-Titangelb. Die rötliche Variante enthält zusätzlich Cadmium-Sulfoselenid, die helle Rutil, Nickel- und Zinnanteile. 
Ähnlich wie Siena, Umbra und Ocker erweitert Neapelgelb als Tertiärfarbe die Palette der Kunstmaler in Richtung Erdfarben.
Neapelgelb hat ein gutes Deckvermögen und eine sehr gute Lichtbeständigkeit. Es ist mit den meisten Pigmenten und mit allen Bindemitteln verträglich.